# Reinhold Müller
Reinhold Heinrich Robert Müller (Dresden, 11 de maio de 1857 – Darmstadt, 4 de março de 1939) foi um matemático alemão.

## Vida

### Família e formação
Filho do mestre padeiro Reinhold Müller e sua mulher Henriette nascida Wolf. Em 1874 começou a estudar engenharia civil na Escola Politécnica de Dresden. Um ano depois passou a estudar matemática e física, em 1877 mudou para a Universidade de Leipzig, completando o curso em 1879. Em 1883 obteve um doutorado orientado por Felix Klein.
Reinhold Müller casou em 1887 com Wilhelmine Keuffel, natural de Braunschweig, filha do diretor de fábrica Johann Keuffel e sua mulher Wilhelmine nascida Helle. Não tiveram filhos.

### Carreira profissional
Reinhold Müller obteve um ano após seu exame (Lehramtsprüfung) um cargo de professor ginasial no Königliches Gymnasium Dresden-Neustadt em Innere Neustadt. Promovido depois a Oberlehrer, abandonou a carreira ginasial em 1884. No ano seguinte foi chamado para um posto de professor titular de geometria descritiva na Universidade Técnica de Darmstadt.
Em 1907 foi professor titular de geometria descritiva e cinemática, desde 1911 de matemática, da Universidade Técnica de Darmstadt.
Em 1900 foi eleito membro da Academia Leopoldina.

## Publicações
- Über eine ein-zweideutige Verwandtschaft, Dissertation, Universität Leipzig, Leipzig, 1883
- Leitfaden für die Vorlesungen über darstellende Geometrie : an der Herzoglichen Technischen Hochschule zu Braunschweig, F. Vieweg, Braunschweig, 1899
- Die geometrische Reliefperspektive in ihrer Anwendung auf die Werke der bildenden Kunst, Koch, Darmstadt, 1908
- Über die Anfänge und über das Wesen der malerischen Perspektive : Rede [am 21. Oktober 1913, Technische Hochschule Darmstadt], in: Technische Hochschule Darmstadt: Feierliche Übergabe des Rektorates, 1913/14 (1913), 1913
- Einführung in die theoretische kinematik: insbesondere für studierende des maschinenbaues der elektrotechnik und der mathematik, Julius Springer, Berlin, 1932